# ビスマルク (戦艦)
ビスマルク (Bismarck)は、第二次世界大戦中のドイツ海軍の戦艦で、ビスマルク級戦艦のネームシップである。艦名は、ドイツ統一の立役者で、鉄血宰相の異名を持つオットー・フォン・ビスマルクにちなんで付けられた。

## 特徴・艦歴

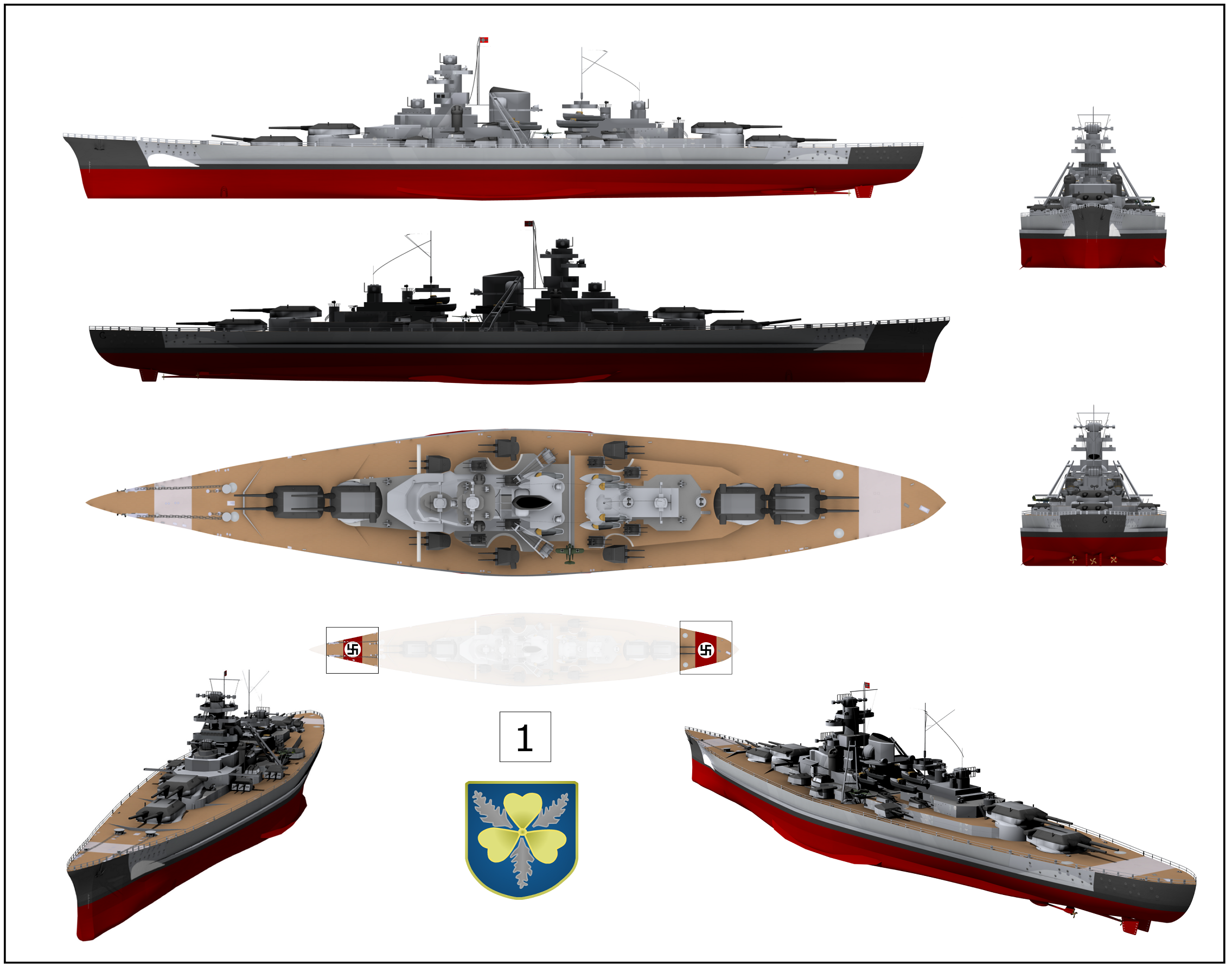

設計は1934年に始まり、排水量はイギリスとの合意であった35,000トンを越え、41,700トンまで増加した。1936年7月1日にハンブルクの造船会社ブローム・ウント・フォス社で起工、1939年2月14日に進水、1940年8月に就役した。ドイツの科学力や知識の粋を集めた戦艦だったため、沈没によってドイツ海軍は多大な損害を受けた。
排水量だけを見れば当時世界最大級の戦艦であったが、対空射撃管制や装甲板の防御配置、乗員の練度などに問題も多かった。ドイツ海軍は第一次世界大戦の戦訓から、第一に遠距離より大角度で上甲板に落着する砲弾と、兵器の発達に伴う航空爆撃への対処を重視して装甲配分を検討することになる。その過程で、増やすことのできない装甲重量の範囲内で水平防御力を確保するべく、側面防御力の弱体化を甘受せざるを得なかった。また、バイエルン級戦艦の設計を引き継いでいるため、対水雷区画も劣っていた。
また、進歩の中途にあった航空爆弾がいかなる装甲甲板をも貫通する懸念があったため、上甲板で最重量級の航空爆弾や徹甲弾を防ぐことを断念した。その代わり、艦の中央部に最も厚い水平防御を配置し、上甲板を貫通した砲弾や爆弾をそこで阻止しようと意図した。同時にこの主装甲板の両端を、装甲帯の下限に向けて少しだけ傾斜させることで、弱体化した側面装甲を貫通した砲弾がそこで弾かれるよう想定した。それでも側面装甲は、38.1cm砲弾に対して安全であるとされた2万メートルから3万メートルにおいて、少なくともバイタルパートだけは、砲弾の破壊効果を免れることを期待するものでしかなかった。
なお、本艦はバイエルン級の設計を引き継いだとされる。同級の設計は旧態依然としていたが、連合国、特にイギリスのビスマルク級に対する警戒心は強く、抑止力としては有効であった。
ヒトラーもこの戦艦を気に入り、鉄の聖堂ともたとえられたという。

### ライン演習
イギリスの補給線を断つライン演習作戦は、当初ビスマルク、重巡洋艦プリンツ・オイゲンに加え、戦艦シャルンホルストとグナイゼナウが参加し、戦艦3 重巡洋艦1の強力な水上艦隊をもって行う予定であった。
しかし、作戦前にシャルンホルストは機関故障の修理でブレストに留まり、またグナイゼナウはブレストでイギリス軍雷撃機の攻撃を受け推進軸が損傷、修理のため参加が不可能となってしまった(この修理には6ヶ月を要したという) 。そのため、ビスマルク、プリンツ・オイゲンの2隻で作戦を行うこととなった。
ビスマルク戦隊は、1941年5月18日に出港、同隊の出港はイギリスの諜報員によって報告されていた。スカゲラク海峡でスウェーデン海軍の航空巡洋艦ゴトランドに発見される。ゴトランドは数時間の間ビスマルクを追尾し、スカゲラク海峡を通過し見失ったところでイギリス軍に報告した。
ビスマルクはその後マールスタイン島に向け回頭。コールスフィヨルドを越えグリムスタ狭湾で、プリンツ・オイゲンはカルヴァネス湾で錨泊した。この夜イギリス空軍の偵察機に発見され、その位置は同司令部に報告された。
21日に巡洋艦ノーフォークおよびサフォークによって発見される。この時ビスマルクは主砲を発射するが、その時の衝撃で前方警戒レーダーが故障。その影響でプリンツ・オイゲンとビスマルクは並び順を交代した。
イギリス軍司令部がビスマルク発見の報告を受けた時、トーヴィー大将率いる本国艦隊がスカパ・フローに停泊中だった。この艦隊は巡洋戦艦フッド、戦艦プリンス・オブ・ウェールズ、空母ヴィクトリアスを主力としていた。
フッドは老朽化しているとは言え、ビスマルクにとって脅威であった。一方のプリンス・オブ・ウェールズは未完成状態であり、慣熟訓練すら済んでいない状況だった。

### デンマーク海峡海戦

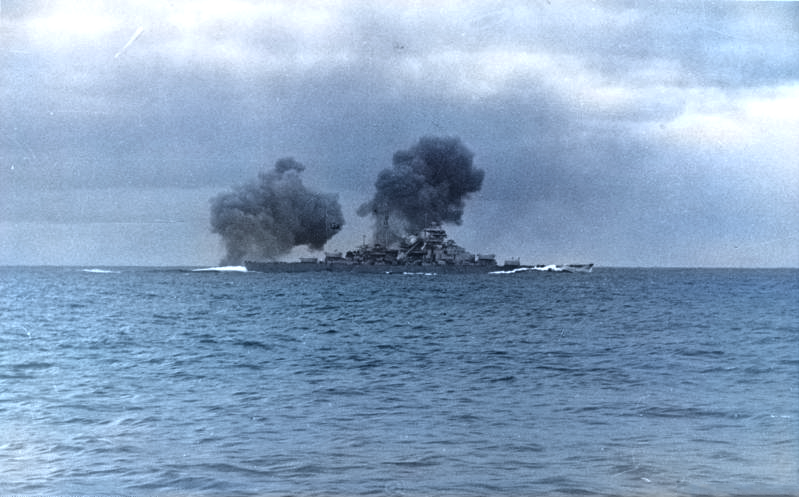
デンマーク海峡海戦で、退却する英戦艦プリンス・オブ・ウェールズを砲撃するビスマルク (1941年5月24日)

1941年5月24日早朝、プリンツ・オイゲンと共にデンマーク海峡を進んでいたビスマルクに巡洋戦艦フッドと戦艦プリンス・オブ・ウェールズの部隊が南から接近した。
05:52 フッドが距離約23,000mの位置にプリンツ・オイゲンを捉え、射撃を開始。
ビスマルクにとって幸運だったのは、この時フッドがプリンツ・オイゲンとビスマルクを誤認しており、砲撃開始後しばらくしてビスマルクへの砲撃に切り替えた。これにより、フッドはビスマルクへの対応が遅れてしまった。
05:55 軍艦同士の戦闘にあまり乗り気でない艦隊司令長官ギュンター・リュッチェンス中将がなかなか反撃命令を出さないため、しびれを切らしたビスマルク艦長エルンスト・リンデマン大佐が砲撃命令を行い、距離約20,300mで射撃を開始した。
06:01 ビスマルクが距離約17,000mで放った第5斉射がフッドに命中。弾薬庫が爆発し、フッドは轟沈した。乗組員1415名中、生存者は僅か3名だった。
その後、プリンス・オブ・ウェールズは、司令塔が破壊され、艦長外1名を除く司令塔要員全員が死傷したほか、喫水線下にたて続けにビスマルクの主砲弾3発が命中して浸水したために戦闘海域を退避した。
このときまでに、ビスマルクはプリンス・オブ・ウェールズの主砲弾3発の命中を右舷艦首付近に受け、2,000トン以上もの海水が流入してしまっていた。また、この時燃料タンクが破損し重油が漏れたため、作戦の継続は不可能になった。

### ビスマルク追撃戦
フッド沈没の一報にイギリス海軍はビスマルクに対する復讐心を燃やし、動かせる大型艦のほぼすべてを注ぎ込んでの迎撃を計画、H部隊の巡洋戦艦レナウンと空母アーク・ロイヤルを呼び寄せる一方で、先に撤退したプリンス・オブ・ウェールズを重巡洋艦ノーフォーク、サフォークと組ませて触接を維持させた。
一方、ビスマルクは、僚艦プリンツ・オイゲンと別れ、別のルートでフランスに向かうこととなった。
5月24日22:00 本国艦隊所属の空母ヴィクトリアスから攻撃隊（ソードフィッシュ雷撃機9機）が発進。触接を続けていた巡洋艦ノーフォークの誘導及び機上捜索レーダーにより、2時間後にビスマルクを捉え、攻撃を開始。この攻撃でビスマルクに魚雷1本を命中させるも損害は軽微であった。
この時、ヴィクトリアス攻撃隊の兵士たちは昼間の着艦訓練すらまともにできていなかったにもかかわらず、1機も撃墜されることなく無事に帰還した上に、目も開けられないほどの豪雨の中、着艦指示器が故障するという最悪の条件で、全機が夜間着艦に成功するという逸話を残した。
5月25日03:00頃 南下していたビスマルクは、Uボートを警戒して蛇行していた英艦隊が左舷に移動したときを狙って右舷に180度の大回頭、さらに素早く南東へ変針して敵捜索レーダーの探知圏を脱し、触接を振り切ることに成功した。しかし、リュッチェンス提督はレーダーから逃れたことを知らず、先の海戦の戦闘詳報をドイツ海軍本部に発信したため、再び大まかな位置を捕捉された。
5月26日10:30 ビスマルクを捜索中のイギリス海軍のカタリナ飛行艇が、フランス西方の海上でビスマルクを発見。このとき、英艦隊の主力部隊は「ビスマルク」の北方240km余りの地点にあったことから、フランスのドイツ制空権内までにイギリス艦隊が追いつくことは不可能と判断したため、イギリス海軍は航空兵力による足止めを画策した。

#### 空母アークロイヤル艦載機との戦い

ビスマルク沈没までの航跡 (1941年5月)

5月26日14:40 空母アーク・ロイヤルから第1次攻撃隊（ソードフィッシュ雷撃機15機）が発進。しかし、ビスマルクに触接を続けていた味方の軽巡洋艦シェフィールドをビスマルクと誤認して攻撃してしまい、この攻撃は失敗に終わった。
19:00 空母アークロイヤルにおいて、第2次攻撃隊の発進準備が完了。
19:10 空母アークロイヤルからコード少佐を指揮官とする第2次攻撃隊（ソードフィッシュ雷撃機15機）が発進。
20:35 ビスマルクに触接を続けていた軽巡洋艦シェフィールドと第2次攻撃隊が合流。
20:53 第2次攻撃隊が軽巡洋艦シェフィールドの誘導により、ビスマルクを発見。厚い雲のためコード少佐は各小隊単位での攻撃を指示。航空機によるこの日最後の攻撃を開始する。約30分間にわたる戦闘の経過は次のとおり。
- ビール中尉機（機体番号：2P）が発射した魚雷がビスマルク左舷中央部に命中。左舷機関区に少量の浸水が発生する。機関区への浸水は防水処置と排水ポンプで阻止された。
- フォーセット大尉機（機体番号：2B）かその僚機であるパッティスン中尉機（機体番号：2A）のいずれかが発射したと思われる魚雷がビスマルク右舷後部に命中。魚雷命中の衝撃により、中央のスクリューが跳ね上がって船体に食い込んだ為、操舵装置が損傷し、舵が取舵12度で固定されてしまった。推進機による操舵を行う関係から速度を7ノット以上出せなくなり、航行に致命的な支障を来たすこととなった。

双方の魚雷命中穴からの浸水はその後も次第に拡大した為に、後の英戦艦隊との砲撃までに、ビスマルクはやや左に傾斜した状態となった。ビスマルクの対空砲火により、3機が攻撃を断念した。攻撃を断念した1機であるスォントン中尉機（機体番号：4C）の被弾個所を帰還後に数えたところ175箇所に達していたが、この攻撃におけるイギリス海軍機に被撃墜機はなかった。
21:30 風と折からの激浪に流されたビスマルクは、軽巡洋艦シェフィールドから14,000mの位置に接近したため砲撃を開始。損傷を受けた軽巡洋艦シェフィールドは、触接を離れる。

#### 第4駆逐隊との戦い
22:00頃 イギリス海軍の指示により、船団護衛を離れたヴァイアン大佐が率いる第4駆逐隊（駆逐艦コサック、マオリ、シーク、ズールー、ピオルン。ピオルンはポーランド海軍所属でN級駆逐艦。残りはトライバル級駆逐艦）が軽巡洋艦シェフィールドの左舷側に現れる。
22:38 駆逐艦ピオルンがビスマルクを発見。第4駆逐隊による触接が始まる。
22:42 ビスマルクが約13,000mの位置に近づいた駆逐艦ピオルンに砲撃を開始。
23:10頃 ビスマルクの砲弾が駆逐艦ピオルンに至近弾となったため、駆逐艦ピオルンは煙幕を張って退避。その後、第4駆逐隊の他の3艦もビスマルクから砲撃を受けたため、退避。
5月27日00:30頃 組織的な攻撃が無理と判断したヴァイアン大佐は、第4駆逐隊の各艦単位でのビスマルクへの魚雷攻撃を命令。
01:21 駆逐艦ズールーが距離約4,500mの位置からビスマルクに魚雷攻撃を行うも外れる。
01:37 駆逐艦マオリが照明弾を発射した後にビスマルクに魚雷攻撃を行うも外れる。直後にビスマルクは船足を停める。
02:30 ビスマルクが5ノット程度の速度で移動を再開。第4駆逐隊は、イギリス海軍の指示により、照明弾による照射を開始。しかし、ビスマルクの正確な射撃により、03:00を最後に照明弾の発射を中止。
03:35 駆逐艦コサックがビスマルクから約4,000mの位置から魚雷を発射するも外れる。
04:00頃 第4駆逐隊の全艦が触接を一時失う。
05:50 駆逐艦マオリが再度ビスマルクを発見する。その後、同隊の駆逐艦シークもビスマルクを発見する。
06:00 駆逐艦ピオルンが燃料不足のため、ロンドンデリーへ向かう。
06:40 駆逐艦マオリがビスマルクから約4,200mの距離から魚雷攻撃を行うも外れる。

#### 英国戦艦との砲撃戦

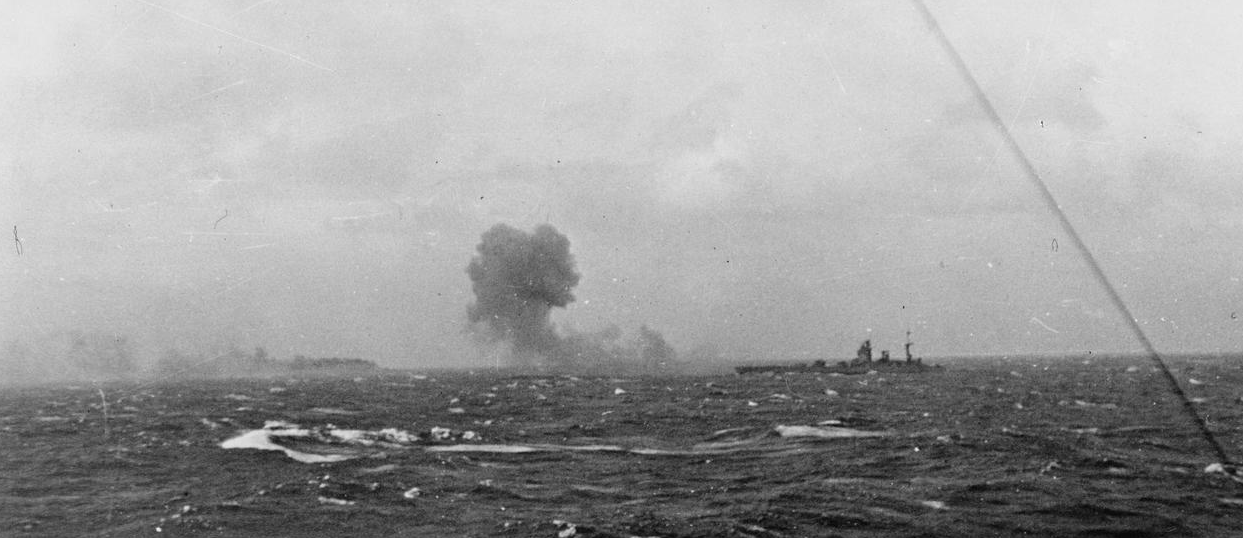
ビスマルクに主砲を斉射する英戦艦ロドニー (1941年5月27日)

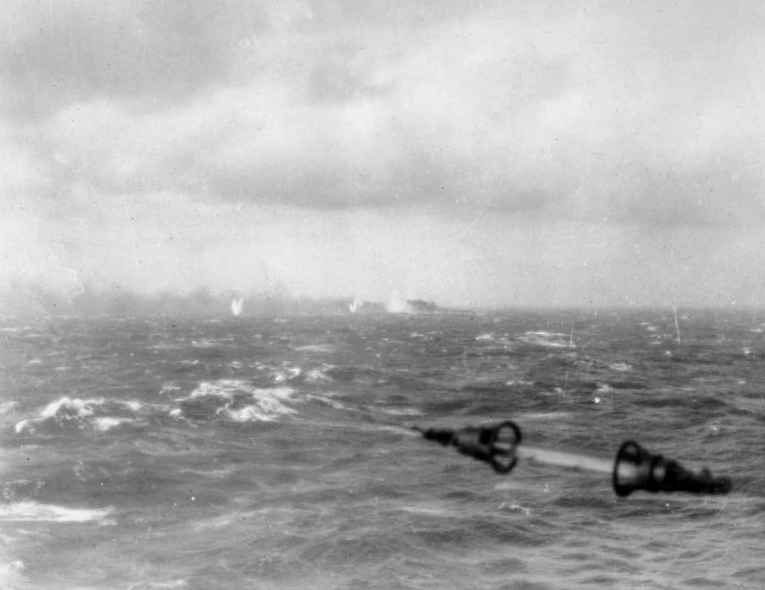
敵艦の砲弾が上げる水柱に囲まれるビスマルク (1941年5月27日)

低速での航行を余儀なくされたビスマルクは、5月27日朝、戦艦キング・ジョージ5世およびロドニー、重巡洋艦ノーフォークおよびドーセットシャーに捕捉された。
午前8時47分、距離22kmで砲撃戦が始まった。午前9時頃、ビスマルクは、前部に受けたロドニーの1弾により、1番主砲塔と2番主砲塔が同時に旋回不能・砲撃不能となった。またノーフォークから発射された1弾により、前部艦橋の光学測距儀が破壊された。
キング・ジョージ5世は装備されたばかりの探索用レーダーを射撃用に転用して砲撃を行い、9時頃にビスマルクの3番主砲塔に命中弾を与えた。この砲弾は3番主砲塔の装甲を貫徹しなかったが、同砲塔は砲撃不能となった。キング・ジョージ5世は、その後この艦特有の砲塔故障に悩まされ、効果的な砲撃が困難となった。
ビスマルクの残る4番主砲塔も、9時30分頃にロドニーからの砲弾によって砲塔バーベット部分が貫通されて火災が発生した。4番砲塔の火薬庫には緊急注水が行われ、4番主砲塔も砲撃不能となった。
ビスマルクは戦闘開始から43分で全主砲が砲撃不能となり、接近したイギリス艦艇から至近距離での砲撃を浴びた。ロドニーはビスマルクに接近して魚雷攻撃も行い、水中発射管から24.5インチ魚雷を合計12発発射して1本を命中させた。これによりロドニーは大戦中、戦艦同士の戦いで魚雷を命中させた唯一の戦艦という記録を残した。ロドニーは直射距離（約3,000m）まで接近してマイナス仰角で砲弾を浴びせた。
88分間の戦闘で、ビスマルクは約400発の砲弾を受けた。戦闘開始早々に砲撃不能となっていた1番・2番主砲塔も直撃弾で破壊された。艦の至る所で火災が発生し、ビスマルクは黒煙に包まれた。キング・ジョージ5世は故障した砲身を修理しつつ、レーダー側距を併用して射撃を継続したが、一時は全主砲が使用不能となり副砲のみで射撃を行った時期もあった。何にせよ、フッドの復讐のためイギリス海軍はビスマルクをなぶり殺しにし、ビスマルクは浮かぶ廃墟と化した。大損傷にもかかわらずビスマルクが砲撃で沈没に至らなかったのは、イギリス艦隊が接近して砲撃をしたために射撃が水平射撃になってしまい、ビスマルクの喫水下区画を破壊することができず浸水被害が軽微であったためと言われる。
午前10時頃、ビスマルク副長のエールス中佐がビスマルクの自沈を命じたとされている。右舷と中央の機関区ではキングストン弁が開かれ、復水機には爆薬が設置された。また艦内の全ポンプが排水操作から注水操作に切り替えられた。左舷の機関区は浸水が激しく、キングストン弁の開放作業は実施されなかった。エールス副長はその後砲撃によって戦死した。午前10時15分頃からビスマルクの乗員が脱出を始めた。また英戦艦についても燃料が残り少なくなったので、攻撃中止の命令が下り戦場からの離脱を開始した。ビスマルクは大きく左に傾きながらまだ微速で動いていたので、海面には脱出したビスマルク乗員が点々と取り残されることになった。午前10時20分過ぎに英戦艦は射程外となったために、砲撃を中止した。

#### 沈没

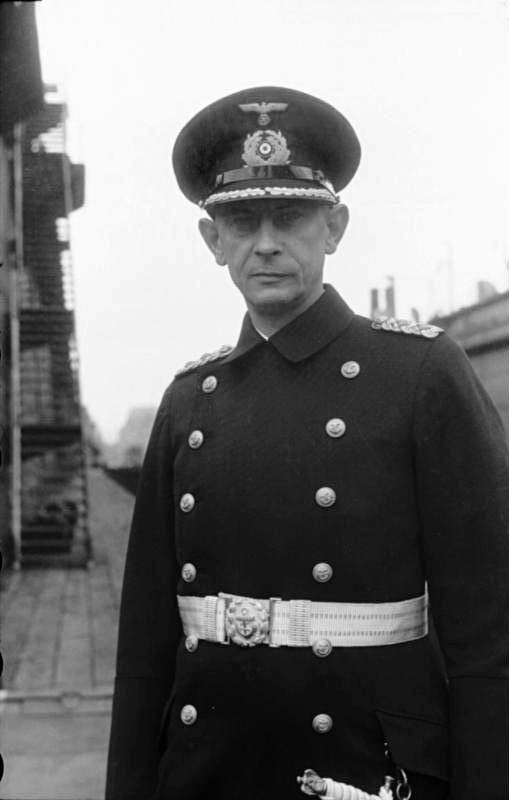
艦と運命を共にした艦長エルンスト・リンデマン

午前10時20分頃より、自沈用に設置された爆薬が艦底で起爆したとされている。同じ頃、ビスマルクへの魚雷攻撃を命じられたドーセットシャーから、2度に分けて3本の魚雷が発射された（ノーフォークとロドニーは魚雷を撃ち尽くしていた）。
魚雷は右舷艦橋下と右舷機械室、左舷司令塔下に命中した。この魚雷命中の衝撃でビスマルクの艦尾が切断して脱落するのが目撃された。このドーセットシャーの雷撃がビスマルクにとどめを刺し、ビスマルクは撃沈された。ビスマルクは急速に沈下して左舷への傾斜を増し、艦首を持ち上げて午前10時40分に沈没した。フッドの沈没から76時間後のことであった。
ドーセットシャーおよび駆逐艦は漂流中の乗組員の救助に当たったが、Uボートの接近と思われる聴音（実際には当時その海域には存在しなかった）により途中で救助を断念した。結局2,206名の乗組員のうち、救助されたのは115名であった。エルンスト・リンデマン艦長は甲板に残り、ビスマルクと運命を共にした。

#### 英戦艦の被害
キング・ジョージ5世は被害がなかった（ただし、戦闘中に主砲塔が故障した）。ロドニーは、ビスマルクの副砲弾が艦首への至近弾となり、魚雷発射室に軽微な浸水を生じた。

### ビスマルク亡失にかかる影響

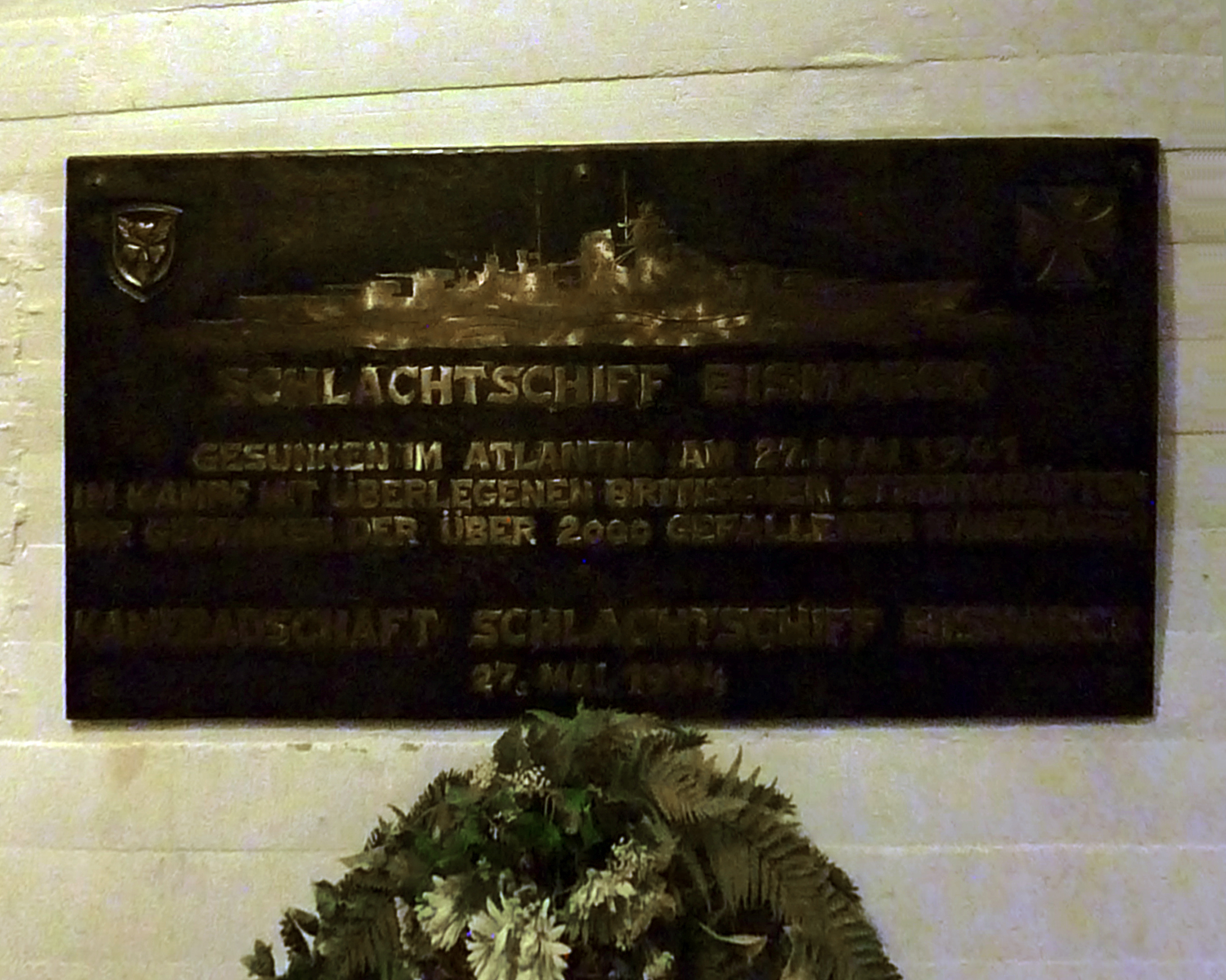
ラーボエ海軍記念碑にあるビスマルク戦死者追悼の碑

設計的には旧態依然とはいえ最新鋭艦を失ったドイツ海軍の衝撃は大きく、以後は大型水上艦による通商破壊は跡を絶った。偶然とはいえフッドを沈められた事に対するイギリス海軍の怒りは本艦を沈めてもなお収まらず、その後のドイツ海軍に対する攻撃はより徹底された。1941年6月以降、イギリス海軍が大西洋水域の船団護衛に戦艦を投入する必要が皆無になった事からも、ドイツ海軍全般における水上艦の壊滅的状況がわかる。

## 海底のビスマルク
ビスマルクの船体は1989年6月8日に発見された。発見者はタイタニック号の探査も行った海洋考古学者のロバート・バラードである。ビスマルクはフランスのブレスト西方650キロメートル、4,700mの海底に沈んでいる。バラードは、ビスマルク艦体に損傷が少ないことから、乗員が海水弁を開いて自沈した可能性が高いとして、その理由を、戦利品として奪われることを恐れたためという推測を発表した。
ビスマルクが沈没した海域は海底火山の斜面になっており、船体は海底に着底したあと海底の斜面を長い距離を滑落した。探査機は船体が滑り落ちた跡をたどっていき、最初に脱落した艦橋を、次いでビスマルクの船体を発見した。船体は正しい向きで海底に沈んでいるが、4つあった主砲砲塔は全て船体から脱落していた。艦橋は沈没中に海水の抵抗で脱落したと考えられる。
艦体の観察で魚雷のために変形したスクリューシャフトと、スクリューと干渉して動作不能になった舵が確認された。イギリス軍の砲撃によってメインブリッジの装甲艦橋を貫通しているのを始め、上部甲板構造物を広く破壊されていた。しかし船体舷側の垂直装甲を貫通している砲弾は数箇所に留まっているとされた。魚雷の命中箇所が艦尾のものを別にすると1箇所であった。バラードはタイタニックの場合に起こった遺品などの盗難を考慮し沈没地点の正確な場所は発表していない。のちに映画監督ジェームズ・キャメロンがビスマルクの水中撮影をおこない、その映像をもとに番組を制作している。
キャメロン監督の発表に先立つ2001年にも精密な調査が実施されている。バラードの調査では船体への損傷が少ないことが報告されていたが、この時の潜水調査もその結果を裏付けるものであった。報告者の一人で、海軍史の研究者であるスティーブ・ワイパーは、「上部構造物や砲塔などが破壊されてもなお、艦体は強度を保った」と述べている。同ドキュメンタリーのナレーターは、砲弾の貫通跡が艦体全体を通じて4か所しか見つからなかったことを報告したキャメロン監督の調査班と同様、艦体について「いまだにほぼ無傷」（still fairly intact）と評した。また乗組員の証言通り、艦の水線下に自沈工作の痕跡も発見された。ワイパーはこれについて、「艦の沈没を早めただけ」と述べている。報告者の一人、ヤン・M・ヴィット博士に拠れば「この時点で艦は大きく損傷しており、原因が魚雷であろうと、自沈工作によるものであろうと何も変わらない」と述べている。現在では艦体の下部が着底時の衝撃でほぼ失われているため、英軍艦艇の魚雷の効果は不明であるが、破孔の一つを調査したキャメロン監督の調査班は、その魚雷が艦の水密区画を突破していないことを指摘している。

## 艦長
- エルンスト・リンデマン - 1940年8月20日 - 1941年5月27日（戦死）

## 同型艦
- ティルピッツ Tirpitz

## ビスマルクを主題とした作品

### 映像作品
- 映画「ビスマルク号を撃沈せよ!」（20世紀フォックス、1960年） - 撮影にはイギリス海軍の「ヴァンガード」が用いられた。
- ドキュメンタリー「大西洋に眠る戦艦ビスマルク」（ナショナルジオグラフィックチャンネル、2001年） -  DVD版は、東芝デジタルフロンティアより販売。
- ドキュメンタリー「ナチス超戦艦ビスマルク撃沈の謎」（ナショナルジオグラフィックチャンネル、2011年）
- ドキュメンタリー「ナチスドイツの巨大建造物」シリーズ シーズン2 第2回「戦艦ビスマルク」（ナショナルジオグラフィックチャンネル、2015年）
- ドキュメンタリー「ジェームズ・キャメロン 海底の戦艦ビスマルク」（ディスカバリーチャンネル）
- ドキュメンタリー「ドッグファイト 〜華麗なる空中戦〜」シリーズ 第9回「ビスマルクを追え」（ヒストリーチャンネル）

### ゲームソフト
- 月刊テープアスキー収録 シミュレーションゲーム「ビスマルク追撃戦」（アスキー、1983年12月） - PC-8801版とFM-7版が開発（もしくは移植）・雑誌アスキー1984年01月号掲載・販売された。解説HP（画像あり）